# Olli Hildén
Olli Hildén (ibland som Ölli Hilden) är en finsk gitarrist och scenograf. 
Olli Hildén började sin musikaliska bana som ung tonåring tillsammans med sin kusin Matti Fagerholm (Michael Monroe) i bandet Black Magic. Bandet gav inte ut några skivor. Det gjorde inte heller hans nästa band, punkgruppen Pohjanoteeraus (Bottennotering), där han spelade tillsammans med ett ungt basistlöfte vid namn Sami Takamäki, som senare skulle byta namn till Sam Yaffa och börja spela med Hanoi Rocks. 
Efter Pohjanoteeraus var Ollis nästa stora band Backsliders (1985), som blivit något av en kultikon för hard rocken i Finland. I Backsliders spelade han ända in till mitten av 1990-talet. Under tiden spelade han också med Pelle Miljoona & Rockers och Problems?, två band som han återupptog bekantskapen med i slutet av 1990-talet.
1996 spelade han in skivan Peace Of Mind tillsammans med Michael Monroe. 
Under 2000-talet har Olli Hildén satsat på scenografyrket och designat scenografin till storfilmer som Helmiä ja sikoja, Pitkä kuuma kesä och Bad Luck Love.